# Alcyonidium flustroides
Alcyonidium flustroides är en mossdjursart som beskrevs av Busk 1886. Alcyonidium flustroides ingår i släktet Alcyonidium och familjen Alcyonidiidae. Inga underarter finns listade i Catalogue of Life.